# Abdulwase Yesuf
 (janvier 2023).
République fédérale démocratique d'Éthiopie
Abdulwase Yesuf (ge'ez : አብዱልዋሴዕ ዮሱፍ) est un des 112 membres de la Chambre de la fédération éthiopienne. Il est le seul conseiller de l'État du peuple Hareri et représente le peuple Hareri.